# 完全習得学習
完全習得学習（かんぜんしゅうとくがくしゅう、英:Mastery learning）とは、新しい内容に進む前に、学習者が既修内容について高い習熟度（例：正答率90%）に到達することの重要性を強調する教授戦略および教育哲学。完全習得学習では、学習者は個別指導と繰り返し評価を受ける機会を与えられ、完全に学習内容を習得できるまで追加の指導と支援が受けられる。
完全習得学習は、もし適切な指導と十分な時間があれば、すべての学習者が適切に学ぶことができるという発想に基づいており、個々の学習者の必要と無関係に所定の期間内に一定量の内容を消化することに重点を置きがちな、伝統的な教授法と対比される。

## 定義
完全習得学習（当初は「ラーニング・フォー・マスタリー」と呼ばれ、また「マスタリー・ベースト・ラーニング」とも知られた）は、1968年にベンジャミン・ブルームによって提唱された教授戦略および教育哲学である。完全習得学習では、学習者は次の学習範囲に進む前に、既修分野について完全習得水準（試験で9割以上の得点など）に到達しなければならない。完全習得に達しなかった場合、当該範囲について追加の支援が与えられ、その後再試験となる。このサイクルは学習者が完全習得に到達するまで続き、到達後に次の学習範囲へ進むことができる。
自己ペース型のオンライン学習環境では、学習者は教材を学習した後、試験を受ける。誤答があれば、システムが間違いについての解説を提供し、関連箇所を再受講させる。このサイクルを繰り返し、定められた点数に到達すれば次の学習モジュールや試験、認定に進むことができる。
完全習得学習では、ある学習範囲の指導は、個別の学生がその範囲を習得するのに必要とする時間を踏まえて調整されるべきであるとされる。これは、学習者の能力差を認識しつつも、一律の時間と指導を配分する古典的な教授法とは大きく異なる。個々の生徒の学習上の問題点は、生得的な能力の差ではなく指導上の問題によって引き起こされているとされ、集団評価より個別化された指導-学習関係が重視される。
したがって、完全習得学習の重点は、すべての学習者が同一の学習水準に到達できるよう、十分な時間を確保し、効果的な教授戦略を用いることにある。この学習者中心の手法は、成人学習者の包摂的で支援的な個別化指導と試験を通じた、公正で抑圧的でない学習経験の促進という観点から、アンドラゴジー（成人教育学）とも整合的である。
完全習得学習は、多様な場面で教育成果の向上に有効であることが実証的に示されてきた。その有効性は、科目、試験が地域レベルか全国レベルか、進行速度、そして学生に提供されるフィードバックの量によって左右される。研究では平均効果量0.59が報告されており、これは完全習得学習によって学業成績が中程度から相当に改善することを示している。より高い完全習得水準を設定することは、試験成績のより大きな改善と関連づけられており、また、的を絞ったフィードバックの活用は、学習ギャップや誤概念への対処に有効であることが示されている。さらに、自律性や有能感といった、学習者の動機づけとエンゲージメントを高めると考えられる要素が特定の状況において有利に働くとも考えられている。

### 誕生の契機
完全習得学習の誕生の契機は、一般的な学校のクラスにおける生徒間の学力格差を縮小しようとする試みに由来する。1960年代、ジョン・B・キャロルとベンジャミン・ブルームは、ある科目に対する生徒の適性が正規分布しており、かつ（質および学習時間の点で）一様な指導が提供される時、その科目の履修完了時の到達度もまた正規分布になると指摘し、各学習者が最適な質の指導と、必要とするだけの学習時間を与えられることができれば、生徒の大多数が完全習得に達すると期待できると主張した。
ブルームは、多くの指導者が学生の成績評価の際にあらかじめ正規分布を使っていることについて、クラスに成績優秀な生徒と成績の悪い生徒が生じることを指導者が当然視することに繋がるとして批判した。
ブルームは、指導者が効果的であればクラスの到達度の分布は正規分布とは大きく異なり得るし、そうなるべきだとして改善策としての完全習得学習を提唱し、完全習得学習を用いれば生徒の大多数（90％超）が成功的で実りある学習に到達すると考えた。さらに付加的な利点として、完全習得学習は通常の授業法と比べ、学習対象の科目に対するより前向きな関心と態度を育むとも考えられた。

### 関連概念
パーソナライズドラーニングは完全習得学習といくつかの共通要素をもつものの、より能力や動機づけの高い学習者が他の学習者より先へ進めるようにすることや、最も支援を必要とする学習者に対する援助を最大化することを優先し、集団活動を重視しない。
ブルームの2標準偏差問題とは、完全習得学習の技法を用いた一対一の個別指導を受けた平均的な学習者が、従来型の教授法で学ぶ学習者よりも成績が2標準偏差高くなることが観察される教育現象を指す。
コンピテンシーベース教育は、あらかじめ定められたコンピテンシー（能力）にもとづいて学習を評価する枠組みであり、完全習得学習から着想を得ている。

## 歴史
1920年代、学習者の完全習得を促進する取り組みとして、カールトン・ウォッシュバーンらによるウィネトカ・プランや、シカゴ大学附属実験学校でヘンリー・C・モリソンが行った実験的手法があった。これらは、厳格な課程修了よりも、パーソナライズドラーニングと自由進度学習を重視したものである。コース修了ではなく学生の習熟度に焦点を当てたこれらの試みは一時期は人気を博したものの、継続的実施を支える技術が不足していたこともあり、やがて下火になっていった。
1950年代後半から1960年代初頭にかけて、完全習得学習という考え方は、教授法を改善するためにバラス・スキナーが考案した技術であるプログラム学習の帰結として再び浮上した。プログラム学習の核心には、たとえ最も複雑な行動であっても、それをより小さく管理可能な構成要素に分解し、各要素を指導による強化とともに順序立てて学習させれば教授できる、というスキナーの信念があった。
ちょうど同じ頃、ジョン・B・キャロルは「学校学習モデル」の研究に取り組んでいた。 これは、学校における学習の成功に影響する主要因と、それらがどのように相互作用するかを示す概念的フレームワークである。キャロルのモデルは、彼のそれ以前の外国語学習に関する研究に端を発している。彼は、言語に対する学習者の適性から、一定時間内にどの水準まで学習が進むかだけでなく、所定の水準に達するのに必要な時間も予測できることを発見した。そこからキャロルは、適性とはむしろ、（理想的な指導条件のもとでは）ある課題を一定の水準まで学ぶのに要する時間を測る尺度なのではないかと考えるようになった。キャロルの研究から考えると、ある特定の水準まで学ぶのに十分な時間が与えられれば、すべての人間がその水準に到達できる可能性があった。
1960年代後半、ベンジャミン・ブルームは大学院生たちとともに、学校学習における個人差を研究していた。彼らは、教師の指導実践にはほとんど差がないにもかかわらず、学習者の到達度には大きなばらつきがあることを見いだした。ブルームはキャロルの概念モデルを用いて、完全習得学習の自らの実践モデルを構築した。さらに彼は、もし適性が学習者が学べる速度を予測しうる（必ずしも到達水準そのものではない）のであれば、各学習者は自分のペースで成長でき、その結果、より個別化された学習環境が実現しうると考えた。もしそうならば、各学習者は自分自身の速度で学習上の潜在力に到達できることになる。
同じく1960年代に、フレッド・S・ケラーは同僚たちとともに、自らの完全習得学習の指導法を開発していた。ケラーの方法は、オペラント条件づけ理論に見られる強化の考えに基づいていた。ケラーは1967年の論文 “Engineering personalized instruction in the classroom” において、自身の教授法であるパーソナライズド・システム・オブ・インストラクション（PSI、ケラー・プランとも呼ばれる）を発表した。
このPSIにおいては、各学生が完全習得に達するまで再受験が可能なため、大きな失敗のリスクなしに自分のペースで学習を進めることができる、という点が詳述されている。このケラー版の完全習得学習では、より懸命に取り組む必要があったにもかかわらず、調査対象となった学生の90%が、より多く学べた、学習がより楽しかった、達成感が高まった、と述べた。
1960年代後半から1980年代初頭にかけて、ケラーおよびブルームの指導法に関する研究が急増した。これらの研究の大半は、完全習得学習があらゆる教科および教育段階において学習到達度に肯定的な効果をもたらすことを示した。さらに、完全習得学習は学習者と指導者の双方に、情緒面の良好な成果をもたらすことも示された。加えて、完全習得学習によって影響を受ける、あるいは何らかの形でそれに影響を及ぼす多くの変数が存在することも示された。すなわち、学習者の初期特性、カリキュラム、テストの種類、進行速度、完全習得水準、および時間である。
おおむね肯定的な研究結果にもかかわらず、その後1980年代を通じて完全習得学習への関心は低下し、その傾向は専門誌での掲載状況や学会発表の動向にも表れた。これには多くの説明が試みられた。これには、教育界の変化抵抗性や、現場での不十分な実装、完全習得学習の開始や継続に伴う時間コスト、あるいは行動主義が人文主義志向の強い指導者や教育環境と相容れない懸念などがある。
完全習得学習は、ブルームの ラーニング・フォー・マスタリー（LFM）と、ケラーの パーソナライズド・システム・オブ・インストラクション（PSI）の二つが最も代表的である。ブルームが学校の教室に焦点を当てていたのに対し、ケラーは高等教育向けに自身のシステムを開発した。両者はいずれも多様な文脈で適用され、幅広い活動における学習成果を高めるうえで極めて強力な方法であることが示されてきた。目標という点でいくつかの共通性を持ちながらも、両者は異なる心理学理論に基づいて構築されている。

## ラーニング・フォー・マスタリー(LFM)

### 要素
1968年に自身の完全習得学習を初めて提案した際、ブルームは次の条件が整っていればほとんどの学習者が高い学習到達水準に達しうると確信していた。
- 指導が、配慮深くかつ体系的に行われること
- 学習者が学習上の困難に直面したとき、その時点・その場で援助が与えられること
- 「完全習得」に到達するのに十分な時間が与えられること
- 何が「完全習得」を構成するのかについて明確な基準があること。[16]

そして、到達度や学習成果には、下記のような多くの要素が影響を及ぼすと考えていた。

#### 適正
標準的な適性検査によって測定される適性は、完全習得学習では「学習課題で完全習得に達するまでに学習者が必要とする時間の量」として理解される。研究は、大多数の学習者が学習課題で完全習得に到達し得る一方、そのために要する時間は人によって異なることを示している。ブルームは、ある科目の学習に特別な才能（とりわけ音楽や外国語）をもつ学習者が1〜5％ほど存在し、また特定の科目の学習に特別な困難を抱える学習者も約5％存在する、そして他の90％の学習者にとっては適性は単に学習速度の指標にすぎない、と論じた。さらにブルームは、学習課題に対する適性は一定不変ではなく、環境条件や学校・家庭での学習経験によって変化しうると主張した。

#### 指導の質
指導の質は、学習課題の要素の提示・説明・配列（順序づけ）が特定の学習者にとっての最適にどれほど近づいているかという程度として定義される。ブルームは、指導の質は無作為な学生集団に対する効果ではなく、個々の学生への効果に基づいて評価されるべきだと考え、伝統的な教授法では数学の適性検査と代数学の最終成績との相関が非常に高い一方で、家庭で個別指導を受けている学生ではこの相関がほとんどゼロであることを指摘した。良い個別指導者は、学生に最も適した学びの質を見いだそうとするため、良い個別指導者に出会えば学生の大多数はその科目を習熟できるだろうとも論じた。

#### 指導を理解する能力
指導を理解する能力は、課題の学習および指導に対する実行能力として定義される。言語力と読解力は、学業成績と強く関連する。指導を理解する能力には学生間で大きな差があるため、指導者は適宜適切な支援や教材を提供して、学生間の指導理解力のばらつきに対応すべきとされる。教具・教材の具体例は次のとおり。
- 代替教材
- グループ学習およびピア・チュータリング
- 問題集
- プログラム学習
- 視聴覚教育
- ゲーム型学習
- 実験
- 簡単なデモンストレーション
- パズル[16]

#### 根気
根気は、学習者が学習に費やすことをいとわない時間量として定義される。ある学習課題では根気の水準が低い学生でも、別の学習課題では非常に高い根気を示すことがある。報酬の頻度を高め、学習における成功経験を提供することで、学生の根気を強化できる可能性がある。また、指導者が頻繁に支援とともにフィードバックを与えて指導の質を向上させると、必要な根気の量は低下する。

#### かけることができる時間
12か国における国際教育研究によれば、上位5％の学生を除外すると、数学において学習の遅い学習者と速い学習者が完全習得に必要とする時間の比率は6対1である一方、最終成績と宿題に費やした時間との関係はゼロ、あるいはわずかに負の相関しか見られなかった。ブルームは、特定の科目で学習者が完全習得に達するのに要する時間は、次のような要因によって影響されると仮定している。
- 科目への適性
- 学習者の言語能力
- 指導の質
- 提供される支援の質[16]

### 戦略
ブルームの完全習得学習のカリキュラムは単元の集合から成り、学習者は各単元について完全習得に達したかどうか試験で確認される。完全習得に達した学習者は、当初の目標を発展させる学習を行う。完全習得できなかった学習者には追加の指導が与えられ、多様な活動、個別化指導、課題をやり遂げるための追加時間などが提供される。追加学習者は、建設的評価を受けながら目標を習得するまで課題の修正や再取り組みを促される。

#### 前提条件
指導の目標と内容を明確に定め、指導者と学習者の双方に周知しなければならない。また、評価基準を策定し、指導者と学習者の双方が達成基準を理解できるようにする必要がある。評価には競争的な基準ではなく絶対基準を採用することで、学習者同士の協働が促され、習熟が促進されると示唆される。

### 運用のポイント
完全習得を促進するための、詳細なフィードバックと指導的支援を提供する主なポイントとして次の二つがある。
- 形成的評価
- 代替的指導[16]

#### 形成的評価
学習者が単元を習得したか否かを判定するための診断的な進捗テスト。各単元は通常、1〜2週間の学習活動で教授可能な学習到達目標から構成され、評価は各単元について実施される。評価の後には必ず是正のための具体的指導策を伴わなければならない。また、評価結果は評点ではなく非評点形式で示す方が望ましい。なぜなら進捗評価のたびに評点を用いると、学習者は完全習得未満の学習水準を次第に受け入れてしまいかねないからである。

#### 代替的指導
評価後の具体的指導策として考えられる代替的指導としては、次のようなものがある。
- 少人数（2〜3人）でのグループ学習
- 個別指導
- 指導教材の見直し
- 代替教材
- 問題集やプログラム学習の活用
- 視聴覚教材の活用[16]

### 成果

#### 認知的成果
完全習得学習の認知的成果は、主として当該科目における学習者の卓越性の向上に関わる。ある研究では、A評価の学生の割合が20％から80％へと増加し、評価の記録を品質管理の基盤として用いて指導を改善することで、翌年にはA評価の学生の割合を90％にまで高めることができた。

#### 情緒的成果
完全習得学習の情緒的成果は、主として学習者の自己効力感と自信に関わる。ブルームは、完全習得学習を通じて学習者の自己イメージと世界観に大きな変化が生じると論じた。自己効力感、高度な専門性への動機づけ、フラストレーションの減少による肯定的な心理的影響があり、現代社会で必要な生涯にわたる学習への関心と動機づけを育むことができるとした。

## パーソナライズド・システム・オブ・インストラクション(PSI)
パーソナライズド・システム・オブ・インストラクション（PSI、ケラー・プランとも呼ばれる）は、1960年代半ばにフレッド・ケラーと同僚によって開発された。これは、教授過程における強化の考えに基づいて開発された。
ケラーは、完全習得教育を用いて設計した自身の講義を履修する心理学の学生グループに、次のように説明している。『この科目は、最初から最後まで、あなた自身のペースで進むことができます。あなたは他の学生に進度を左右されることも、準備が整う前に先へ進むことを強いられることもありません。うまくいけば、1学期に満たない期間で科目の全要件を満たせるでしょうし、最悪の場合は、その期間内に修了できないかもしれません。どれだけ速く進むかは、あなた次第です』(Keller, 1968, pp. 80–81)。

### PSIの五要素
1967年のケラーの論文によれば、PSIの主要要素は次の五つである。
1. 自分のペースで進める機能：自らの能力や時間的な他の要請に見合った速度でコースを進められること。
2. 各単元完全習得：先行単元の完全習得後にはじめて次の単元に進めること。
3. 講義・実演の役割限定：重要情報の主要な供給源ではなく、学習意欲を喚起する手段として用いること。
4. 文書重視：指導者―学習者間のコミュニケーションにおいて、文書を重視すること。
5. 試験担当者の重要性：試験担当者は、再テストの実施、即時採点、個別指導などを通じて、対人・社会的側面を大きく強化する重要な役割がある。[10]

## 評価
完全習得学習では、指導者はさまざまなグループ指導の技法を用い、テストを通じた頻繁かつ具体的なフィードバックを行い、学習の過程で生徒が犯す誤りを是正する。完全習得学習における評価は、結果の尺度としてではなく、今後の指導の改善のために用いられる。指導者は評価から得られた証拠にもとづいて活動を修正し、各学習者に最も適した形に整える。教師は、集団基準準拠テスト(NRT)ではなく、目標基準準拠テスト(CRT)によって学習者を評価する。この意味で、学習者は互いに競うのではなく、自己ベストの達成に向けて自分自身と競うのである。

## 批判

### 平等な時間と平等な到達度の排反
完全習得学習の目標は、すべての学習者を完全習得（テストで80〜90％など）に到達させることであり、一部の学習者は他の学習者よりも練習や指導の面でより多くの時間を必要とする。
平等な時間と平等な到達度の排反とは、集団内個人の時間と到達度の関係を指す概念で、「到達度を集団内で一定に保つなら、個別の指導時間は変動する。指導時間を集団内で一定に保つなら、個別の到達度が変動する」というものである。完全習得学習はこの関係を適切に踏まえていないとする批判がある。
ブルームは当初、練習を重ねれば学習の遅い学習者もやがて速い学習者となり、学習者間の学習速度差は消失すると仮定した。彼は、学習速度の差は前提知識の不足に起因しており、すべての子どもが同じ前提知識を有していれば、学習は同じ速度で進むだろうと考えた。ブルームは、前提知識で習熟水準に達するだけの十分な時間が与えられないまま新しい授業に進んでしまうような教授環境に問題があると考え、1年生と比べて7年生では学習の分散が大きい（生徒間の成績格差が増大する）ことの説明にもこの考えを用いた。彼はこの学習速度差は完全教育学習ではいずれ消失するものと考え、「消失点」と呼んだ。
アーリン(1984) による4年間の縦断研究では、完全習得学習で算数を学んだ学習者に、学習速度差解消の兆候は認められなかった。研究初年度に学習内容の習得に追加の支援を必要とした学習者は、研究4年目でもほぼ同程度の追加指導を必要とした。学習速度の個人差は、ブルームの見解に反して、指導法だけでなく他の要因にも左右されている可能性が高い。

### 研究上の誤り

#### 対照実験における問題点
完全習得学習の有効性を検討した研究では、統制群と実験群の設定が必ずしも妥当ではないことがあった。実験群クラスは通常、実験のために用意されたカリキュラムを用いて教育が行われたが、統制群は既存のクラスをそのまま用いる場合があった。この場合、実験用の最新のカリキュラムの実験クラスと既存のカリキュラムの統制群の比較となり、教育方法の影響かカリキュラムの影響か不明瞭になるという問題があった。

#### 成果測定の問題
最大の成果が報告された研究では、実験で学生の習熟水準を測定するのに、研究者作成テストが用いられていた。実験用に設計されたテストを用いることで、測定手段に合致するよう授業の学習目標をより的確に調整できた可能性がある。逆に、統制群と実験群の習熟水準の測定に標準的な試験を用いた場合、劇的な成果は見られなかった。

#### 研究期間の問題
完全習得学習の長期的効果を調べた研究は非常に少ない。多くの研究では、3〜4週間の介入期間を設け、その期間の所見に基づいて結果を導いている。完全習得学習の長期的効果をより深く理解するには、学習者がどれだけの期間完全習得学習による指導を受けられたかが重要である。

### その他の批判
典型的な完全習得学習は、授業による指導の後、多肢選択式試験を用いる。この学習様式は、情報の深層処理ではなく表層的処理に留まる可能性がある。これは、単なる知識を問うのではなく、知識の応用や解釈を重視する現代の多くの構成主義 (教育)的教育法と矛盾する。
シカゴ完全習得読解学習プログラムは、テスト偏重であるとして批判を受けた。プログラム修了を主眼として試験対策が主となり、読書への愛情は育まれず、受講した子どもたちが本や物語を読むようにはならなかった。一方でプログラム修了には困難が伴い、留年が大量に発生した。最終的に、このプログラムは実施上、現実的ではないとされた。
また、すべての子どもたちが完全習得に到達することは、私たちの成功観そのものに疑問を投げかける。もし教育の目標が子どもたちの完全習得に変化すれば、成績のばらつきは大幅に小さくなり、理論上は高校の卒業生全員が90％超の成績を収めることになる。大学は同程度の成績を持つ志願者の集団から入学者を選抜せねばならず、入学者の知的一様性を担保するためには入学要件を変更する必要が生じるだろう。完全習得に到達するまでに要した時間が、新たな成功の尺度となるのかもしれない。新しい標準としての完全習得がもつ投げかける多様な問いは、知性や完全習得の価値についての議論を惹起する。

## 今日の完全習得学習
過去50年で、完全習得学習は最も精力的に研究されてきた教授法の一つである。厳しい批判の対象にもなってきたが、適切に実装された場合には大きな成功を収めることも確認されている。ガスキー＆ピゴット（1988）によるメタ分析は、集団ベースの完全習得学習の授業を導入した46件の研究を検討し、学習到達度、学習内容の保持、学習活動への関与、学習者の情緒面など複数の変数で肯定的な効果を見いだした。ただし、学習到達度については顕著なばらつきが認められ、その主因は教授される科目にあると考えられた。理科、確率、社会科といった科目では最も一貫した肯定的結果が得られた一方、他の科目では結果にばらつきがあった。
キュリクら（1990）による別の大規模メタ分析は、初等・中等・高等教育段階で実施された完全習得学習に関する108件の研究を検討した。結果は、肯定的効果を示し、学習者もこの学習様式に対して前向きな態度を報告した。また、この研究は、完全習得学習が相対的に学力の弱い学習者に対して最も効果的であることも見いだした。
実証的証拠にもかかわらず、学校における多くの完全習得学習は、教師に求められるコミットメントの水準や、各学習者が個別の学習コースに従う際の学級運営の難しさのために、より伝統的な指導形態に置き換えられてきた。しかし、マスタリー・ラーニングの中核的な原理は、差別化された指導 （en:Differentiated instruction）や 逆向き設計（en:Understanding by Design）といった今日の指導法にもなお見いだされる。
ノースウェスタン大学の ダイアン・ウェイン、ジェフ・バースク、ウィリアム・マックガギー各博士が率いる研究チームは、2006年、二次心肺蘇生法の手技において、完全習得学習と従来型の医学教育を比較し、完全習得学習訓練後に内科研修医のアメリカ心臓協会プロトコル遵守が有意に改善することを示した。その後の調査では、患者ケアの実践が改善し、患者の合併症や医療費の減少にもつながることが示された。こうした患者ケアへの効果は、シカゴの大規模な都市型教育病院の手術室、心臓カテーテル室、集中治療室、一般病棟で確認された。研究では、悪い知らせの伝え方や終末期に関する対話といったコミュニケーション技能、ならびに患者の自己管理能力への影響も調査された。本研究の成果は、2020年に「医療専門教育における完全習得学習（Comprehensive Healthcare Simulation:Mastery Learning in Health Professions Education）」という名前で出版され、現在、米国内のみならず世界各地の医療機関や医科大学でも用いられている。
2012年、ジョナサン・バーグマンとアーロン・サムズは「反転授業：毎日毎クラス全生徒へ（Flip Your Classroom, Reach Every Student in Every Class Every Day）」を刊行した。同書の後半では、彼らが「反転完全習得学習」と呼ぶものの実装方法に焦点が当てられている。彼らは完全習得学習と反転学習を統合し、顕著な成果を上げた。この本は、世界中の多くの教師が反転マスタリーのアプローチを採用するきっかけとなっている。
バーグマンとサムズは、完全習得学習における、指導者が個別指導を行う際の時間的問題も、解説動画や反転型の読書課題を用いることで解決できるし、頻回の試験実施も、ITを用いることで従来より容易に実施できるとして、完全習得学習を立ち上げる際に伴う運用上の問題は、現代では技術によって解決されていることを示している。バーグマンは、「完全習得学習の手引き」（2022）を刊行し、完全習得学習をさらに発展させた。